# Takahiro Sakurai
Takahiro Sakurai (櫻井 孝宏 Sakurai Takahiro?,  Okazaki, Prefectura de Aichi, 13 de Junio de 1974) es un actor de voz, cantante, narrador, personalidad de radio y comediante japonés, actualmente afiliado a Intention. Algunos de sus papeles más destacados incluyen el de Sasori en Naruto Shippūden, Luka Crosszeria en Uragiri wa Boku no Namae o Shitteiru, Kagami Kyoji en GetBackers, Yūri Shibuya en Kyō Kara Maō!, Kubira en Samurai Deeper Kyo, Misaki Takahashi en Junjō Romantica, Giyū Tomioka en Kimetsu no Yaiba, Suguru Geto en Jujutsu Kaisen, Ja'far en Magi: The Labyrinth of Magic, Uta en Tokyo Ghoul y Cloud Strife en Compilation of Final Fantasy VII. También fue el actor de doblaje japonés de Edward Cullen en las películas de Crepúsculo: La saga.

## Biografía
Sakurai nació el 13 de junio de 1974 en la ciudad de Okazaki, Aichi, siendo uno de tres hermanos. Su familia administra una tienda de arroz. En su infancia, comenzó a interesarse en la industria de la actuación de voz tras ver un programa de entrevistas por televisión, en el cual se entrevistaba a un actor de voz. Fue gracias a la influencia de su profesor de idiomas durante la secundaria que se interesó seriamente en dicha área. Sakurai se graduó de la Escuela Secundaria Okazaki Johsei e ingresó a la Academia de Animación Yoyogi. Tras su graduación de esta última, se unió a la agencia 81 Produce y poco después inició sus actividades profesionales, siendo su papel debut en 1996 con la serie de anime Bakusō Kyōdai Let's & Go!!.
Incluso antes de su debut oficial, Sakurai ya había obtenido un trabajo en un drama radiofónico durante sus días de entrenamiento. Algún tiempo después, en 1999, Sakurai comenzó a sentirse inseguro con respecto a su carrera y ante la falta de papeles que le eran ofrecidos consideró abandonar la actuación de voz. Sin embargo, ese mismo año obtuvo dos papeles consecutivos en Digimon Adventure y Kaikan Phrase. En 2000, interpretó a Shun Ukiya en Gate Keepers, siendo este su primer papel protagonista. Para dicho anime, también interpretó la canción de su personaje.

## Filmografía

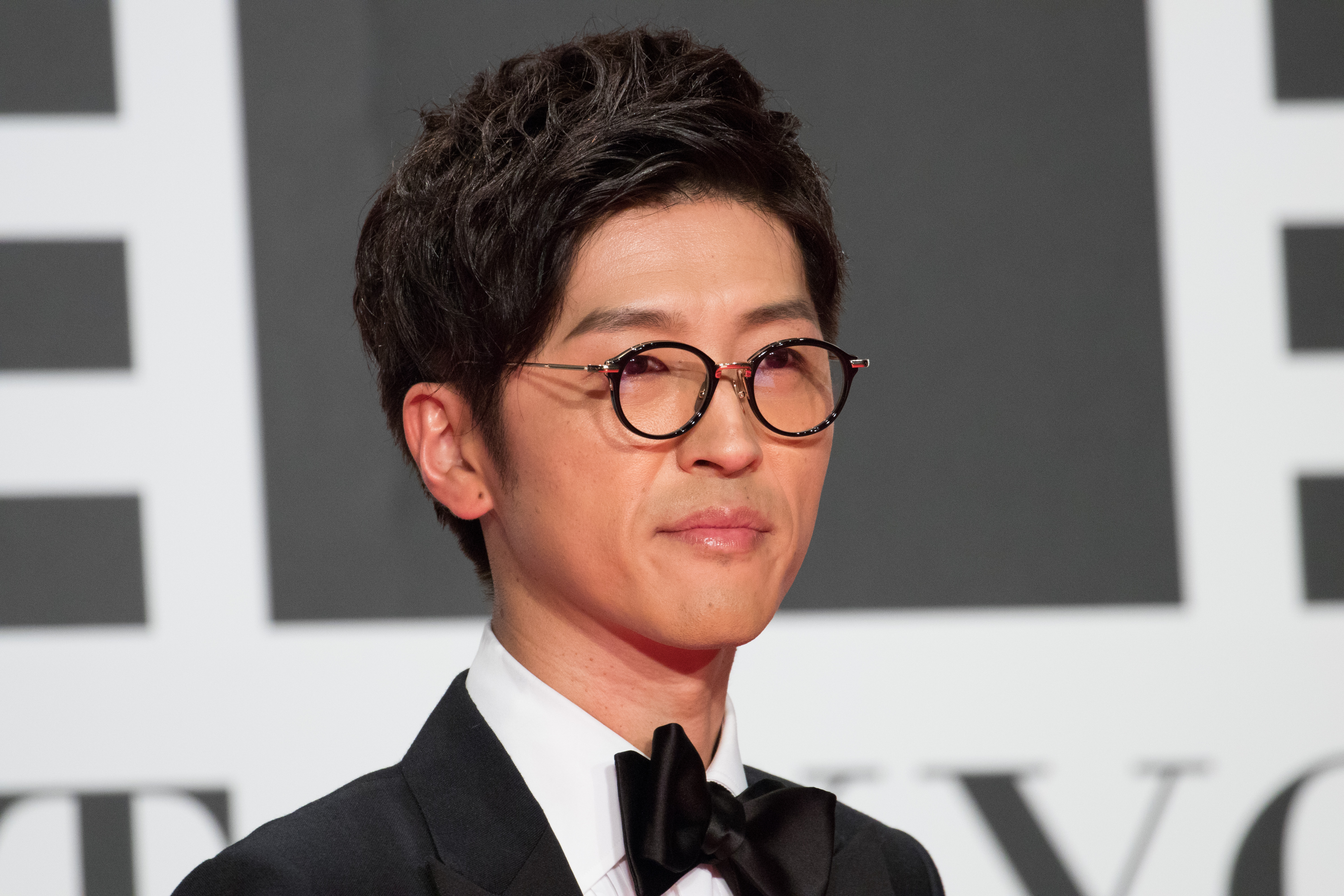
Sakurai en el Festival Internacional de Cine de Tokio de 2016.

### Anime
Los papeles importantes están resaltados en negrita.
- .hack//Roots como Haseo.
- 91 Days como Barbero.
- Absolute Boy como Shigeki Kobayakawa.
- Ahiru no Sora como Sei Shiraishi.
- Ajin como Tosaki Yu.
- Akudama Drive como Cutthroat.
- Aldnoah.Zero como Trillram.
- Angel Tales como Shin.
- Ano Hi Mita Hana no Namae o Baku-Tachi wa Mada Shiranai  como Matsuyuki Atsumu (Yukiatsu).
- Arslan Senki: Fūjin Ranbu como Shagad.
- Atom: The Beginning como Moriya Tsutsumi y Mars.
- ～Ayakashi～japanese classic horror como el vendedor de medicinas.
- Babylon como Shinobu Kujiin.
- Ballroom e Yōkoso como Masami Kugimiya.
- Berserk. La Edad de Oro (I, II, III) como Griffith.
- Berserk 2016 como Griffith.
- Black Blood Brothers como Jirou Mochizuki.
- Black Cat como Jenos Hazard.
- Black Clover como Licht.
- Bleach como Iduru Kira.
- Blue Lock como Sae Itoshi
- Bungō Stray Dogs como F. Scott Fitzgerald.
- Bungō Stray Dogs 2 como F. Scott Fitzgerald.
- Bungō Stray Dogs 3 como F. Scott Fitzgerald.
- C: The Money of Soul and Possibility Control como Masakaki.
- Cardcaptor Sakura como Kouichi Kouno.
- Carole & Tuesday como Spencer Simmons.
- Code Geass - Lelouch of the Rebellion como Suzaku Kururugi.
- Cromartie High School como Kamiyama Takashi.
- Cyborg 009 (2001) como Joe Shimamura/009.
- Dangan Ronpa-The Animation como Leon Kuwata.
- Densetsu no Yūsha no Densetsu como Tiir Rumibul.
- Diabolik Lovers como Ruki Mukami
- Diamond no Ace como Miyuki Kazuya.
- Digimon Adventure como Tentomon.
- Digimon Adventure 02 como Tentomon, SkullSatamon, Keisuke Tachikawa, Kōshirō Izumi (adulto) y el Sr. Fujiyama.
- Digimon Xros Wars como Dorulumon.
- D.Gray-man como Yu Kanda.
- Drifters como Abe no Seimei.
- Fairy Tail como Sting Eucliffe.
- Fire Force como Yūichirō Kurono.
- Fruits Basket (2019) como Ayame Sohma
- Fune wo Amu como Mitsuya Majime.
- Gakuen Alice como Misaki-sensei.
- Gakuen Heaven como Endou Kazuki.
- Gangsta. como Marco Adriano.
- Gate Keepers como Shun Ukiya.
- Gene Shaft como Hiroto Amagiwa.
- GetBackers como Kagami Kyoji.
- Gintama como Shimaru Saito.
- Guardian Hearts como Kazuya Watari.
- Gugure! Kokkuri-san como Inugami.
- Gun X Sword como Ray Langlen.
- Haikyū!!! como Akiteru Tsukishima
- Hatenkou Yuugi como Alzeid
- Hatsukoi Monster como Kanade Takahashi
- Heat Guy J como Boma.
- Hikaru no Go como Kaoru Kishimoto.
- Hitsugi no Chaika: Avenging Battle como Shin Acura.
- Hōsekisho Richard-shi no Nazo Kantei como Richard Ranashinha Dvorpian.
- Hoshiai no Sora como Takayuki Sakurai.
- Hōshin Engi (2018) como Sibuxiang.
- I"s (OVA) como Seto Ichitaka .
- Initial D: Second Stage como miembro de THUNDERS.
- Innocent Venus como Jin Tsurasawa.
- Inu to Hasami wa Tsukaiyou' como Kazuhito Harumi.
- Ikebukuro West Gate Park como Reiichirō Yokoyama.
- JoJo's Bizarre Adventure: Diamond is Unbreakable como Rohan Kishibe.
- Joker Game como Tazaki.
- Junjou Romantica como Misaki Takahashi.
- Jyūshin Enbu - Hero Tales como Ryūkō.
- K como Izumo Kusanagi
- Kaikan Phrase como Yoshihiko "Santa" Nagai.
- Kaleido Star como Leon Oswald.
- Jujutsu Kaisen como Suguru Getō.
- Karin como Kurobara no Ouji.
- Kimikiss como Eiji Kai.
- Kimetsu no Yaiba como Giyuu Tomioka.
- Kitsutsuki Tantei-dokoro como Kyōsuke Kindaichi.
- Konbini Kareshi como Masamune Sakurakōji.
- Konjiki no Gash Bell! (Zatch Bell) como Kiyomaro Takamine (Kiyo Takamine).
- Kyō Kara Maō! como Yuri Shibuya.
- Kuroshitsuji (Kuroshitsuji II) como Claude Faustus.
- La Rosa de Versalles como Gerodèlle
- Le Chevalier D'Eon como Maximilien Robespierre.
- Link Click como Lu Guang/Hikaru.
- Machine-Doll wa Kizutsukanai como Sin
- Magi: The Labyrinth of Magic! como Jafar.
- Master Keaton como Ralph.
- Matantei Loki Ragnarok como Loki (mayor).
- Meine Liebe, Ginyuu Mokushiroku Meine Liebe Wieder como Orpherus Fürst von Marmelade nahe Gorz.
- Mob Psycho 100 como Reigen Arataka.
- Mobile Suit Gundam: Iron-Blooded Orphans como McGillis Fareed.
- Monogatari (serie) como Meme Oshino.
- Mononoke como vendedor de medicinas.
- Nanatsu no Taizai como Griamore.
- Naruto Shippuuden como Sasori.
- Nekomonogatari: Kuro como Meme Oshino.
- Net-juu no Susume como Yuta Sakurai y Harth.
- Nobunaga The Fool como Akechi Mitsuhide.
- No Guns Life como Kunugi
- Noragami como Rabo.
- Ōkami Shōjo to Kuro Ōji como Kyouya Sata
- Osomatsu-san como Osomatsu Matsuno
- Otome Yōkai Zakuro como Kei Agemaki.
- Overlord como Jircniv Rune Farlord El Nix
- Owari no Seraph como Ferid Bathory.
- Pani Poni Dash! como Shu Momose.
- Peacemaker Kurogane como Susumu Yamazaki.
- Prétear como Sasame.
- Princess Tutu como Fakir
- Phi Brain Kami no Puzzle como Rook B. Crossfield.
- Project K como Izumo Kusanagi.
- Psycho-Pass como Makishima Shougo.
- Rozen Maiden Träumend como Shirosaki.
- Sakura-sō no Pet na Kanojo como Jin
- Saint Beast como Genbu no Shin.
- Saint Seiya Hades: Inferno como Dragon Shiryu.
- Saint Seiya: The Lost Canvas como Minos de Grifo.
- Sangatsu no Lion como Takashi Hayashida.
- Shangri-La como Shōgo Kudō.
- Satsuriku no Tenshi como Daniel "Danny" Dickens.
- Shingeki no Bahamut: Genesis como Lucifer.
- Shirokuma Cafe como Oso polar.
- Shōkoku no Altair como Glalat Bellrik.
- Shokugeki no Sōma como Isshiki Satoshi
- Soredemo Sekai wa Utsukushii como Bardwin "Bard" Cecil Ifrikia.
- Soul Eater Not! como Akane.
- Grisaia no kajitsu como Kazami Yuuji.
- Grisaia no Meikyuu/Grisaia no Rakuen como Kazami Yuuji.
- Suki na Mono wa Suki Dakara Shōganai!! como Fuuta Kitamura (ep.13)
- Suki-tte ii na yo como Yamato Kurosawa .
- Shūmatsu no Valkyrie  como Poseidón.
- Tactics como Haruka.
- Tokyo Ghoul como Uta.
- ''Toriko como Coco
- Transformer Micron Legend (Transformers: Armada) como Double Face (Sideways).
- Tsukihime como Arihiko Inui.
- Tsukuyomi - Moon Phase como Seiji Midou.
- Tsuritama como Urara.
- Uragiri wa Boku no Namae o Shitteiru como Zess (Luka Crosszeria).
- Urusei Yatsura (2022) como Tsubame Ozuno
- World Trigger como Giev
- Zegapain como Toga Vital.
- Zero no Tsukaima como Guiche.
- Zoids: Chaotic Century como Hiltz.
- Zoids: Fuzors como Jean Holiday.
- Zoids: New Century Zero como Bit Cloud.
- Zombie-Loan como Shito Tachibana.

### Drama CD
- Ai wo Utau yori Ore ni Oborero! (Blaue Rosen) como Rui Kiryuuin.
- Code Geass - Lelouch of the Rebellion como Suzaku Kururugi.
- Dangan Ronpa como Leon Kuwata
- Diabolik Lovers como Ruki Mukami
- Doramatsu VOL.1 como Osomatsu Matsuno
- Doramatsu VOL.3 como Osomatsu Matsuno
- Fushigi Yugi Genbu Kaiden como Uruki.
- Junjou Romantica (Pure Romántica) como Misaki Takahashi.
- Kirepapa como Shunsuke Sakaki.
- Kusuriya no Hitorigoto como Jinshi.
- Love Mode como Rin Takimura.
- Lovely Complex como Otani Atsushi.
- Ookami Shoujo to Kuro Ouji como Sata Kyouya (2013)
- Sono Yubi Dake ga Shitteru (Only the Ring Finger Knows) como Yuichi Kazuki.
- Switch como Kurabayashi Haru.
- Tokyo Yabanjin (Barbarian In Tokyo) como Fubuki Kano.
- Yabai Kimochi (Desire) como Toru Maiki.
- Yellow como 'Taki.
- Tsuyogari como Shiba.
- Yandere Heaven como 'Ran Saionji.

### Videojuegos
- Arknights como Passenger
- .hack//G.U. como Haseo.
- Black Wolves Saga como Mejojo Von Garibaldi.
- Captain Tsubasa: Dream Team como Karl Heinz Schneider.
- Castlevania: Portrait of Ruin como Jonathan Morris.
- Crisis Core -Final Fantasy VII-, Dirge of Cerberus -Final Fantasy VII-, La Serie de Kingdom Hearts como Cloud Strife.
- Dangan Ronpa como Leon Kuwata
- Fate/Grand Order como Merlin
- Fate/Grand Order como Arthur Prototype
- Final Fantasy como Cloud Strife
- Full House Kiss como Hanekura Asaki.
- Galaxy Angel como Red-Eye.
- Granblue Fantasy como Lucifer, Lucilius y Lucio
- Harukanaru Toki no Naka de Maihitoyo (PS2) como Oo no Suefumi.
- JoJo's Bizarre Adventure: Golden Wind como Bruno Bucciarati.
- Klonoa Heroes: Legend of the Star Medal como Guntz.
- Saint Seiya: The Hades como Dragon Shiryu.
- Lovely Complex como Otani Atsushi.
- Rockman X: Command Mission, Rockman X8, Irregular Hunter X como Rockman X.
- Namco x Capcom como Guntz.
- Orange Honey como Shiraishi Shinya.
- Osomatsu-san: Hesokuri Wars como  Osomatsu Matsuno.
- Shenmue como Lan Di.
- Tales of Graces (Wii)  como asbel Lhant.
- Tales of Legendia como Walter Delqes.
- The Bouncer como Barzahd.
- Kyou Kara Maou! Oresama Quest (PC) como Yuuri Shibuya.
- Kyou Kara Maou! Hajimari no Tabi (PS2) como Yuuri Shibuya.
- Zegapain NOT como Toga Dupe.
- Zegapain XOR como Toga Vital.
- Dissidia: Final Fantasy (PSP) como Cloud Strife.
- Naruto Shippūden: Gekitō Ninja Taisen EX 3 (Wii)  como Sasori.
- Wand Of Fortune (PS2/PSP) como Julius.
- Project X Zone como Mega Man X
- Project X Zone 2 como Mega Man X y Haseo
- Dangan Ronpa: Academy of Hope and High School Students of Despair como Leon Kuwata
- Super Smash Bros.4 (Wii U/3DS) como Cloud Strife.
- Xenoblade Chronicles 2 (Nintendo Switch) como "Jin"
- Period: cube (PS Vita) como "Astrum"
- Captain Tsubasa: Dream Team (Android) como Karl Heinz Schneider.
- Fire Emblem Heroes (Android) como Eliwood, Lukas y Julius.

### OVA/Filmes
- Digimon Adventure tri. como Tentomon.
- Digimon Adventure: Last Evolution Kizuna como Tentomon.
- Dogs: Stray dogs howling in the dark como Haine Rammsteiner.
- Final Fantasy VII: Advent Children como Cloud Strife.
- Harukanaru Toki no Naka de Maihitoyo como Oo no Suefumi.
- Jujutsu Kaisen 0: la película como Suguru Geto.
- Kimetsu no Yaiba: Mugen Ressha-hen como Giyū Tomioka.
- Last Order -Final Fantasy VII- como Cloud Strife.
- One Piece Film: Gold como Gild Tesoro (de joven y pequeño)
- Vie Durant (ONA) como Di.
- Vexille como Ryo.
- Ring ni Kakero: Shadow como Jun Shadow.
- Ajin como Yū Tosaki
- Mahō Tsukai no Yome: Hoshi Matsu Hito como Riichi Miura.
- Kizumonogatari 1: Tekketsu-hen como Meme Oshino.
- Psycho-Pass: la película como Sho Hinakawa
- Slayers Premium como Chie-tako

### Doblajes
- Crepúsculo: La saga como Edward Cullen.
- CSI Miami como Tommy Chandler.
- John Wick: Chapter 2 como Santino D’Antonio.
- The Batman como Bruce Wayne/Batman.
- The Emoji Movie como Gene.

## Música
- Ha participado del ending Hatsukoi wa Zakuro-iro junto con Mai Nakahara para la serie Otome Yōkai Zakuro.[2]
- Interpretó el opening de la serie Gugure! Kokkuri-san, Welcome!! DISCO Kemokemoke, junto con Jōji Nakata y Daisuke Ono. El mismo tema también se utilizó como ending del último episodio.[3]
- Interpretó la canción Life Goes On, シンドバッド(小野大輔) junto a Daisuke Ono y Wataru Hatano en el tema introductorio de la banda sonora de Magi: Sinbad No Bouken.